# Impétueuse Jeunesse
Pour plus de détails, voir Fiche technique et Distribution.
Impétueuse Jeunesse (Ah, Wilderness !) est un film américain en noir et blanc réalisé par Clarence Brown, sorti en 1935.

## Synopsis
La vie d'une petite ville dans l'Amérique du début du 20e siècle et plus particulièrement des problèmes d'un jeune garçon face à l'adolescence.

## Fiche technique
- Titre original : Ah, Wilderness!
- Titre français : Impétueuse Jeunesse
- Réalisation : Clarence Brown
- Scénario : Frances Goodrich et Albert Hackett d'après la pièce Ah, Wilderness ! d'Eugene O'Neill
- Musique : Herbert Stothart
- Art Dir : Cedric Gibbons
- Montage : Frank E. Hull
- Photographie : Clyde De Vinna
- Société de production : Metro-Goldwyn-Mayer
- Pays de production : États-Unis
- Format : noir et blanc - 1,37:1 - son : Mono
- Genre : comédie dramatique
- Durée : 98 minutes
- Date de sortie :
  - États-Unis : 1935

## Distribution
- Wallace Beery : Sid
- Lionel Barrymore : Nat
- Aline MacMahon : Lily
- Eric Linden : Richard
- Cecilia Parker : Muriel
- Spring Byington : Essie
- Mickey Rooney : Tommy
- Charley Grapewin : M. McComber
- Frank Albertson : Arthur
- Edward J. Nugent : Wint
- Bonita Granville : Mildred
- Helen Flint : Belle
- Helen Freeman : Mlle Hawley

Acteurs non crédités
- Tom Dugan : George, le barman
- Jed Prouty : un collègue de bureau de Nat